# Bujor Hălmăgeanu
Bujor Hălmăgeanu (* 14. Februar 1941 in Timișoara, Königreich Rumänien; † 23. November 2018) war ein rumänischer Fußballspieler. Er bestritt insgesamt 228 Spiele in der Divizia A. Im Jahr 1968 gewann der Innenverteidiger mit Steaua Bukarest die rumänische Meisterschaft.

## Karriere

### Verein
Hălmăgeanu begann mit dem Fußballspielen bei Victoria Timișoara in seiner Heimatstadt. Im Jahr 1958 wechselte er zum Lokalrivalen Știința Timișoara, wo er im Jahr 1960 in den Kader der ersten Mannschaft kam. Im September 1960 bestritt er dort sein erster Spiel in der Divizia A. Anfang 1962 verpflichtete ihn Steaua Bukarest. Nach Anlaufschwierigkeiten kam er in der Saison 1962/63 häufiger zum Einsatz und gewann mit seinem Team die Vizemeisterschaft hinter Dinamo Bukarest. Anfang 1964 wechselte er zu Petrolul Ploiești, ehe er im Sommer 1965 zu Steaua zurückkehrte. Nach einem zwölften Platz in der Spielzeit 1965/66 etablierte er sich in den folgenden Jahren mit seinem Klub in der Spitze der Divizia A. Nach dem Pokalsieg 1967 konnte er mit seiner Mannschaft die Meisterschaft 1968 und erneut einen Pokalerfolg 1969 folgen lassen. Im Sommer 1973 verließ er Steaua und beendete nach einer Spielzeit für Dinamo Slatina in der Divizia B seiner aktiven Laufbahn.

### Nationalmannschaft
Hălmăgeanu bestritt insgesamt 17 Spiele für die rumänische Nationalmannschaft. Er debütierte am 2. Mai 1965 im WM-Qualifikationsspiel gegen die Türkei. Er kam in vier der sechs Qualifikationsspiele zum Zuge und verpasste die WM-Teilnahme mit seinem Team als Gruppendritter. Nach einem Einsatz im Freundschaftsspiel gegen den späteren Vizeweltmeister Deutschland am 1. Juni 1966 stand er zwar in der Formation für das erste EM-Qualifikationsspiel am 2. November 1966 gegen die Schweiz, wurde in der Folge aber nicht mehr berücksichtigt. Nach zwei Freundschaftsspielen im Frühjahr 1968 kehrte er Anfang 1969 in die Nationalmannschaft zurück. In der zweiten Jahreshälfte gehörte er zu derjenigen rumänischen Mannschaft, die sich für die Weltmeisterschaft 1970 qualifizieren konnte. In das Aufgebot von Nationaltrainer Angelo Niculescu für das Turnier in Mexiko wurde er jedoch nicht aufgenommen. Nach dem Turnier kam er nur noch selten zum Einsatz und bestritt am 17. Mai 1972 im Viertelfinale der Europameisterschaft 1972 gegen Ungarn sein letztes Länderspiel.

## Tod
Hălmăgeanu hatte durch eine schwere Krankheit ein Drittel seiner Lunge verloren. Er starb im November 2018 im Alter von 77 Jahren.

## Erfolge

### Steaua Bukarest
- Rumänischer Meister (1): 1968
- Rumänischer Pokalsieger (6): 1962, 1966, 1967, 1969, 1970, 1971